# Ignamba parvisulcata
Ignamba parvisulcata är en kräftdjursart som beskrevs av Stefano Taiti och Franco Ferrara 1987. Ignamba parvisulcata ingår i släktet Ignamba och familjen Eubelidae. Inga underarter finns listade i Catalogue of Life.